# Puchar Narodów Afryki 2019 (kwalifikacje)/Grupa C
W grupie C eliminacji Pucharu Narodów Afryki 2019 grają:
- Mali
- Gabon
- Burundi
- Sudan Południowy

## Tabela
| Msc. | Zespół           | M | W | R | P | Br+ | Br- | +/- | Pkt |
| ---- | ---------------- | - | - | - | - | --- | --- | --- | --- |
| 1    | Mali (A)         | 6 | 4 | 2 | 0 | 10  | 2   | +8  | 14  |
| 2    | Burundi (A)      | 6 | 2 | 4 | 0 | 11  | 5   | +6  | 10  |
| 3    | Gabon            | 6 | 2 | 2 | 2 | 7   | 5   | +2  | 8   |
| 4    | Sudan Południowy | 6 | 0 | 0 | 6 | 2   | 18  | -16 | 0   |

|                  | Burundi | Mali | Gabon | Sudan Południowy |
| ---------------- | ------- | ---- | ----- | ---------------- |
| Burundi          | X       | 1:1  | 1:1   | 3:0              |
| Mali             | 0:0     | X    | 2:1   | 3:0              |
| Gabon            | 1:1     | 0:1  | X     | 3:0              |
| Sudan Południowy | 2:5     | 0:3  | 0:1   | X                |

## Wyniki

### Kolejka 1
| 10 czerwca 2017 15:00 CET | Burundi · Amissi 13' · Duhayindavyi 17' · Abdul Razak 31' | 3:0(3:0)Raport | Sudan Południowy | Stade Prince Louis Rwagasore, Bużumbura Sędzia: Kokou Fagla |
|                           |                                                           |                |                  |                                                             |

| 10 czerwca 2017 21:00 CET | Mali · K. Coulibaly 54' · Bissouma 57' | 2:1(0:1)Raport | Gabon · Bouanga 3' | Stade 26 mars, Bamako Sędzia: Daniel Bennett |
|                           |                                        |                |                    |                                              |

### Kolejka 2
| 8 września 2018 17:00 CET | Gabon · Aubameyang 80' | 1:1(0:1)Raport | Burundi · Berahino 39' | Stade d'Angondjé, Libreville Sędzia: Bernard Camille |
|                           |                        |                |                        |                                                      |

| 9 września 2018 15:00 CET | Sudan Południowy | 0:3(0:1)Raport | Mali · Marega 45+5' · S. Coulibaly 71' · Traoré 88' | Juba Stadium, Dżuba Sędzia: Redouane Jiyed |
|                           |                  |                |                                                     |                                            |

### Kolejka 3
| 12 października 2018 17:00 CET | Gabon · Bouanga 27' · Appindangoyé 58' · James 87' (sam.) | 3:0(1:0)Raport | Sudan Południowy | Stade d'Angondjé, Libreville Sędzia: Alhadi Mahamat |
|                                |                                                           |                |                  |                                                     |

| 12 października 2018 21:00 CET | Mali | 0:0(0:0)Raport | Burundi | Stade 26 mars, Bamako Sędzia: Maguette N’Diaye |
|                                |      |                |         |                                                |

### Kolejka 4
| 16 października 2018 15:00 CET | Burundi · Razak 10' | 1:1(1:0)Raport | Mali · Fofana 48' | Stade Prince Louis Rwagasore, Bużumbura Sędzia: Celso Alvação |
|                                |                     |                |                   |                                                               |

| 16 października 2018 15:00 CET | Sudan Południowy | 0:1(0:0)Raport | Gabon · Poko 48' | Juba Stadium, Dżuba Sędzia: Mohamed Ali Moussa |
|                                |                  |                |                  |                                                |

### Kolejka 5
| 16 listopada 2018 14:00 CET | Sudan Południowy · Lual 11' · Abui 63' | 2:5(1:2)Raport | Burundi · Abdul Razak 12', 73', 89', 90+1' · Amissi 39' | Juba Stadium, Dżuba Sędzia: Ahmed Djamal Souleiman |
|                             |                                        |                |                                                         |                                                    |

| 17 listopada 2018 16:00 CET | Gabon | 0:1(0:1)Raport | Mali · Doumbia 11' | Stade d'Angondjé, Libreville Sędzia: Mohamed Hussein El Fadil |
|                             |       |                |                    |                                                               |

### Kolejka 6
| 23 marca 2019 14:00 CET | Burundi · Amissi 75' | 1:1(0:0)Raport | Gabon · 81' (sam.) Ngandu | Stade Prince Louis Rwagasore, Bużumbura Sędzia: Gehad Grisha |
|                         |                      |                |                           |                                                              |

| 23 marca 2019 20:00 CET | Mali · K. Coulibaly 18' · Djenepo 27' · Traoré 90' | 3:0(2:0)Raport | Sudan Południowy | Stade 26 mars, Bamako Sędzia: Alex Nsulumbi |
|                         |                                                    |                |                  |                                             |

## Strzelcy
6 goli
- Fiston Abdul Razak

3 gole
- Cédric Amissi

2 gole
- Denis Bouanga
- Kalifa Coulibaly
- Adama Traoré

1 gol
- Saido Berahino
- Gaël Duhayindavyi
- Aaron Appindangoyé
- Pierre-Emerick Aubameyang
- André Biyogo Poko
- Yves Bissouma
- Salif Coulibaly
- Moussa Djenepo
- Moussa Doumbia
- Mamadou Fofana
- Moussa Marega
- Dominic Abui
- Atak Lual

Gole samobójczy
- Omar Ngandu (dla Gabonu)
- Hassan James (dla Gabonu)